# Grand Prix de Patinação Artística no Gelo de 2014–15
O Grand Prix de Patinação Artística no Gelo de 2014–15 foi a vigésima temporada do Grand Prix ISU, uma série de competições de patinação artística no gelo disputada na temporada 2014–15. São distribuídas medalhas em quatro disciplinas, individual masculino e individual feminino, duplas e dança no gelo. Os patinadores ganham pontos com base na sua posição em cada evento e os seis primeiros de cada disciplina são qualificados para competir na final do Grand Prix, realizada em Barcelona, Espanha.
A competição é organizada pela União Internacional de Patinação (em inglês:  International Skating Union), a série Grand Prix começou em 24 de outubro e continuaram até 14 dezembro de 2014.

## Calendário
A ISU anunciou o seguinte calendário de eventos que ocorreram no outono de 2014:
| #     | Evento                             | Localização                     | Data                 |
| ----- | ---------------------------------- | ------------------------------- | -------------------- |
| 1     | Skate America de 2014              | Hoffman Estates, Estados Unidos | 24–26 de outubro     |
| 2     | Skate Canada International de 2014 | Kelowna, Canadá                 | 31 de out.–2 de nov. |
| 3     | Cup of China de 2014               | Xangai, China                   | 7–9 de novembro      |
| 4     | Rostelecom Cup de 2014             | Moscou, Rússia                  | 14–16 de novembro    |
| 5     | Trophée Éric Bompard de 2014       | Bordeaux, França                | 21–23 de novembro    |
| 6     | NHK Trophy de 2014                 | Osaka, Japão                    | 28–30 de novembro    |
| Final | Final do Grand Prix de 2014–15     | Barcelona, Espanha              | 11–14 de dezembro    |

## Medalhistas

### Skate America
| Evento                        | Ouro                                        | Prata                                            | Bronze                                    | Ref   |
| Individual masculino detalhes | Tatsuki Machida · Japão                     | Jason Brown · Estados Unidos                     | Nam Nguyen · Canadá                       | [ 3 ] |
| Individual feminino detalhes  | Elena Radionova · Rússia                    | Elizaveta Tuktamysheva · Rússia                  | Gracie Gold · Estados Unidos              | [ 4 ] |
| Duplas detalhes               | Yuko Kavaguti · Alexander Smirnov · Rússia  | Haven Denney · Brandon Frazier · Estados Unidos  | Peng Cheng · Zhang Hao · China            | [ 5 ] |
| Dança no gelo detalhes        | Madison Chock · Evan Bates · Estados Unidos | Maia Shibutani · Alex Shibutani · Estados Unidos | Alexandra Stepanova · Ivan Bukin · Rússia | [ 6 ] |

### Skate Canada International
| Evento                        | Ouro                                   | Prata                                | Bronze                                             | Ref    |
| Individual masculino detalhes | Takahito Mura · Japão                  | Javier Fernández · Espanha           | Max Aaron · Estados Unidos                         | [ 7 ]  |
| Individual feminino detalhes  | Anna Pogorilaya · Rússia               | Ashley Wagner · Estados Unidos       | Satoko Miyahara · Japão                            | [ 8 ]  |
| Duplas detalhes               | Meagan Duhamel · Eric Radford · Canadá | Sui Wenjing · Han Cong · China       | Evgenia Tarasova · Vladimir Morozov · Rússia       | [ 9 ]  |
| Dança no gelo detalhes        | Kaitlyn Weaver · Andrew Poje · Canadá  | Piper Gilles · Paul Poirier · Canadá | Madison Hubbell · Zachary Donohue · Estados Unidos | [ 10 ] |

### Cup of China
| Evento                        | Ouro                                             | Prata                                            | Bronze                                  | Ref    |
| Individual masculino detalhes | Maxim Kovtun · Rússia                            | Yuzuru Hanyu · Japão                             | Richard Dornbush · Estados Unidos       | [ 11 ] |
| Individual feminino detalhes  | Elizaveta Tuktamysheva · Rússia                  | Yulia Lipnitskaya · Rússia                       | Kanako Murakami · Japão                 | [ 12 ] |
| Duplas detalhes               | Peng Cheng · Zhang Hao · China                   | Yu Xiaoyu · Jin Yang · China                     | Wang Xuehan · Wang Lei · China          | [ 13 ] |
| Dança no gelo detalhes        | Gabriella Papadakis · Guillaume Cizeron · França | Maia Shibutani · Alex Shibutani · Estados Unidos | Anna Cappellini · Luca Lanotte · Itália | [ 14 ] |

### Rostelecom Cup
| Evento                        | Ouro                                        | Prata                                        | Bronze                                         | Ref    |
| Individual masculino detalhes | Javier Fernández · Espanha                  | Sergei Voronov · Rússia                      | Michal Březina · República Tcheca              | [ 15 ] |
| Individual feminino detalhes  | Rika Hongo · Japão                          | Anna Pogorilaya · Rússia                     | Alaine Chartrand · Canadá                      | [ 16 ] |
| Duplas detalhes               | Ksenia Stolbova · Fedor Klimov · Rússia     | Evgenia Tarasova · Vladimir Morozov · Rússia | Kristina Astakhova · Alexei Rogonov · Rússia   | [ 17 ] |
| Dança no gelo detalhes        | Madison Chock · Evan Bates · Estados Unidos | Elena Ilinykh · Ruslan Zhiganshin · Rússia   | Penny Coomes · Nicholas Buckland · Reino Unido | [ 18 ] |

### Trophée Éric Bompard
| Evento                        | Ouro                                             | Prata                                | Bronze                                             | Ref    |
| Individual masculino detalhes | Maxim Kovtun · Rússia                            | Tatsuki Machida · Japão              | Denis Ten · Cazaquistão                            | [ 19 ] |
| Individual feminino detalhes  | Elena Radionova · Rússia                         | Yulia Lipnitskaya · Rússia           | Ashley Wagner · Estados Unidos                     | [ 20 ] |
| Duplas detalhes               | Ksenia Stolbova · Fedor Klimov · Rússia          | Sui Wenjing · Han Cong · China       | Wang Xuehan · Wang Lei · China                     | [ 21 ] |
| Dança no gelo detalhes        | Gabriella Papadakis · Guillaume Cizeron · França | Piper Gilles · Paul Poirier · Canadá | Madison Hubbell · Zachary Donohue · Estados Unidos | [ 22 ] |

### NHK Trophy
| Evento                        | Ouro                                   | Prata                                      | Bronze                                            | Ref    |
| Individual masculino detalhes | Daisuke Murakami · Japão               | Sergei Voronov · Rússia                    | Takahito Mura · Japão                             | [ 23 ] |
| Individual feminino detalhes  | Gracie Gold · Estados Unidos           | Alena Leonova · Rússia                     | Satoko Miyahara · Japão                           | [ 24 ] |
| Duplas detalhes               | Meagan Duhamel · Eric Radford · Canadá | Yuko Kavaguti · Alexander Smirnov · Rússia | Yu Xiaoyu · Jin Yang · China                      | [ 25 ] |
| Dança no gelo detalhes        | Kaitlyn Weaver · Andrew Poje · Canadá  | Ksenia Monko · Kirill Khaliavin · Rússia   | Kaitlin Hawayek · Jean-Luc Baker · Estados Unidos | [ 26 ] |

### Final do Grand Prix
| Evento                        | Ouro                                   | Prata                                       | Bronze                                           | Ref    |
| Individual masculino detalhes | Yuzuru Hanyu · Japão                   | Javier Fernández · Espanha                  | Sergei Voronov · Rússia                          | [ 27 ] |
| Individual feminino detalhes  | Elizaveta Tuktamysheva · Rússia        | Elena Radionova · Rússia                    | Ashley Wagner · Estados Unidos                   | [ 28 ] |
| Duplas detalhes               | Meagan Duhamel · Eric Radford · Canadá | Ksenia Stolbova · Fedor Klimov · Rússia     | Sui Wenjing · Han Cong · China                   | [ 29 ] |
| Dança no gelo detalhes        | Kaitlyn Weaver · Andrew Poje · Canadá  | Madison Chock · Evan Bates · Estados Unidos | Gabriella Papadakis · Guillaume Cizeron · França | [ 30 ] |

## Qualificação
|  | Patinadores qualificados para a Final do Grand Prix |
|  | Substitutos                                         |

### Individual masculino
| Classificação | Classificação              | Classificação    | Classificação | Classificação | Classificação | Classificação | Classificação | Classificação | Classificação |
| Pos.          | Nome                       | Nacionalidade    | USA           | CAN           | CHN           | RUS           | FRA           | JPN           | Total         |
| ------------- | -------------------------- | ---------------- | ------------- | ------------- | ------------- | ------------- | ------------- | ------------- | ------------- |
| 1             | Maxim Kovtun               | Rússia           | –             | –             | 15            | –             | 15            | –             | 30            |
| 2             | Javier Fernández           | Espanha          | –             | 13            | –             | 15            | –             | –             | 28            |
| 3             | Tatsuki Machida            | Japão            | 15            | –             | –             | –             | 13            | –             | 28            |
| 4             | Takahito Mura              | Japão            | –             | 15            | –             | –             | –             | 11            | 26            |
| 5             | Sergei Voronov             | Rússia           | –             | –             | –             | 13            | –             | 13            | 26            |
| 6             | Yuzuru Hanyu               | Japão            | –             | –             | 13            | –             | –             | 9             | 22            |
| 7             | Jason Brown                | Estados Unidos   | 13            | –             | –             | 7             | –             | –             | 20            |
| 8             | Denis Ten                  | Cazaquistão      | 9             | –             | –             | –             | 11            | –             | 20            |
| 9             | Nam Nguyen                 | Canadá           | 11            | –             | 9             | –             | –             | –             | 20            |
| 10            | Konstantin Menshov         | Rússia           | –             | 7             | –             | –             | 9             | –             | 16            |
| 11            | Misha Ge                   | Uzbequistão      | –             | –             | 7             | 9             | –             | –             | 16            |
| 12            | Daisuke Murakami           | Japão            | –             | –             | –             | –             | –             | 15            | 15            |
| 13            | Michal Březina             | República Tcheca | –             | 4             | –             | 11            | –             | –             | 15            |
| 14            | Richard Dornbush           | Estados Unidos   | –             | –             | 11            | –             | 4             | –             | 15            |
| 15            | Max Aaron                  | Estados Unidos   | –             | 11            | –             | 4             | –             | –             | 15            |
| 16            | Jeremy Abbott              | Estados Unidos   | 7             | –             | –             | –             | –             | 7             | 14            |
| 17            | Adian Pitkeev              | Rússia           | 5             | –             | –             | –             | 5             | –             | 10            |
| 18            | Stephen Carriere           | Estados Unidos   | –             | 9             | –             | 0             | –             | –             | 9             |
| 19            | Yan Han                    | China            | –             | –             | 5             | –             | 3             | –             | 8             |
| 20            | Takahiko Kozuka            | Japão            | –             | 3             | –             | 5             | –             | –             | 8             |
| 21            | Adam Rippon                | Estados Unidos   | –             | 0             | –             | –             | 7             | –             | 7             |
| 22            | Florent Amodio             | França           | –             | 5             | –             | –             | 0             | –             | 5             |
| 23            | Elladj Balde               | Canadá           | –             | –             | –             | –             | –             | 5             | 5             |
| 24            | Chafik Besseghier          | França           | 4             | –             | –             | –             | 0             | –             | 4             |
| 25            | Alexei Bychenko            | Israel           | 0             | –             | 4             | –             | –             | –             | 4             |
| 26            | Ross Miner                 | Estados Unidos   | –             | –             | –             | –             | –             | 4             | 4             |
| 27            | Jeremy Ten                 | Canadá           | –             | –             | –             | 0             | –             | 3             | 3             |
| 28            | Artur Gachinski            | Rússia           | 0             | –             | –             | 3             | –             | –             | 3             |
| 29            | Douglas Razzano            | Estados Unidos   | 3             | –             | –             | –             | 0             | –             | 3             |
| 30            | Keiji Tanaka               | Japão            | –             | –             | 3             | –             | –             | –             | 3             |
| 31            | Kim Jin-seo                | Coreia do Sul    | –             | –             | 0             | –             | –             | 0             | 0             |
| 32            | Andrei Rogozine            | Canadá           | –             | 0             | –             | –             | –             | –             | 0             |
| 33            | Ivan Righini               | Itália           | –             | –             | –             | 0             | –             | 0             | 0             |
| 34            | Michael Christian Martinez | Filipinas        | 0             | –             | –             | –             | –             | –             | 0             |
| 35            | Guan Yuhang                | China            | –             | –             | 0             | –             | –             | –             | 0             |
| 36            | Liam Firus                 | Canadá           | –             | 0             | –             | –             | –             | –             | 0             |
| 37            | Joshua Farris              | Estados Unidos   | –             | –             | –             | –             | –             | 0             | 0             |
| 38            | Wang Yi                    | China            | –             | –             | 0             | –             | –             | –             | 0             |
| 39            | Jorik Hendrickx            | Bélgica          | 0             | –             | –             | –             | –             | –             | 0             |
| 40            | Moris Kvitelashvili        | Rússia           | –             | –             | –             | 0             | –             | –             | 0             |

### Individual feminino
| Classificação | Classificação          | Classificação    | Classificação | Classificação | Classificação | Classificação | Classificação | Classificação | Classificação |
| Pos.          | Nome                   | Nacionalidade    | USA           | CAN           | CHN           | RUS           | FRA           | JPN           | Total         |
| ------------- | ---------------------- | ---------------- | ------------- | ------------- | ------------- | ------------- | ------------- | ------------- | ------------- |
| 1             | Elena Radionova        | Rússia           | 15            | –             | –             | –             | 15            | –             | 30            |
| 2             | Elizaveta Tuktamysheva | Rússia           | 13            | –             | 15            | –             | –             | –             | 28            |
| 3             | Anna Pogorilaya        | Rússia           | –             | 15            | –             | 13            | –             | –             | 28            |
| 4             | Gracie Gold            | Estados Unidos   | 11            | –             | –             | –             | –             | 15            | 26            |
| 5             | Julia Lipnitskaia      | Rússia           | –             | –             | 13            | –             | 13            | –             | 26            |
| 6             | Ashley Wagner          | Estados Unidos   | –             | 13            | –             | –             | 11            | –             | 24            |
| 7             | Rika Hongo             | Japão            | –             | 7             | –             | 15            | –             | –             | 22            |
| 8             | Satoko Miyahara        | Japão            | –             | 11            | –             | –             | –             | 11            | 22            |
| 9             | Kanako Murakami        | Japão            | –             | –             | 11            | –             | –             | 9             | 20            |
| 10            | Alena Leonova          | Rússia           | –             | 5             | –             | –             | –             | 13            | 18            |
| 11            | Courtney Hicks         | Estados Unidos   | –             | 9             | –             | –             | 9             | –             | 18            |
| 12            | Alaine Chartrand       | Canadá           | –             | 4             | –             | 11            | –             | –             | 15            |
| 13            | Mirai Nagasu           | Estados Unidos   | 5             | –             | –             | 9             | –             | –             | 14            |
| 14            | Park So-youn           | Coreia do Sul    | 7             | –             | –             | 7             | –             | –             | 14            |
| 15            | Samantha Cesario       | Estados Unidos   | 9             | –             | –             | –             | 4             | –             | 13            |
| 16            | Polina Edmunds         | Estados Unidos   | –             | –             | 9             | –             | –             | 3             | 12            |
| 17            | Gabrielle Daleman      | Canadá           | –             | –             | 7             | –             | –             | 5             | 12            |
| 18            | Li Zijun               | China            | –             | –             | 5             | –             | –             | 4             | 9             |
| 19            | Maé-Bérénice Méité     | França           | 0             | –             | –             | –             | 7             | –             | 7             |
| 20            | Riona Kato             | Japão            | –             | –             | –             | –             | –             | 7             | 7             |
| 21            | Haruka Imai            | Japão            | 3             | –             | –             | –             | 3             | –             | 6             |
| 22            | Maria Artemieva        | Rússia           | –             | –             | –             | 0             | 5             | –             | 5             |
| 23            | Miyabi Oba             | Japão            | –             | –             | –             | 5             | –             | –             | 5             |
| 24            | Elene Gedevanishvili   | Geórgia          | 4             | –             | –             | –             | –             | 0             | 4             |
| 25            | Viktoria Helgesson     | Suécia           | –             | 0             | 4             | –             | –             | –             | 4             |
| 26            | Maria Stavitskaia      | Rússia           | –             | –             | –             | 4             | –             | –             | 4             |
| 27            | Brooklee Han           | Austrália        | 0             | 3             | –             | –             | –             | –             | 3             |
| 28            | Kim Hae-jin            | Coreia do Sul    | –             | 0             | 3             | –             | –             | –             | 3             |
| 29            | Ashley Cain            | Estados Unidos   | –             | –             | 0             | 3             | –             | –             | 3             |
| 30            | Eliška Březinová       | República Tcheca | –             | –             | –             | 0             | 0             | –             | 0             |
| 31            | Christina Gao          | Estados Unidos   | –             | –             | 0             | –             | –             | 0             | 0             |
| 32            | Angela Wang            | Estados Unidos   | –             | –             | –             | 0             | –             | –             | 0             |
| 33            | Veronik Mallet         | Canadá           | –             | 0             | –             | –             | 0             | –             | 0             |
| 34            | Anna Ovcharova         | Suíça            | –             | –             | –             | –             | 0             | 0             | 0             |
| 35            | Anne Line Gjersem      | Noruega          | –             | –             | 0             | –             | –             | 0             | 0             |
| 36            | Natalia Popova         | Ucrânia          | 0             | –             | –             | –             | –             | –             | 0             |
| 37            | Laurine Lecavelier     | França           | –             | –             | –             | –             | 0             | –             | 0             |
| 38            | Julianne Seguin        | Canadá           | –             | 0             | –             | –             | –             | –             | 0             |
| 39            | Joshi Helgesson        | Suécia           | –             | –             | –             | 0             | –             | –             | 0             |

### Duplas
| Classificação | Classificação                                 | Classificação  | Classificação | Classificação | Classificação | Classificação | Classificação | Classificação | Classificação |
| Pos.          | Nome                                          | Nacionalidade  | USA           | CAN           | CHN           | RUS           | FRA           | JPN           | Total         |
| ------------- | --------------------------------------------- | -------------- | ------------- | ------------- | ------------- | ------------- | ------------- | ------------- | ------------- |
| 1             | Ksenia Stolbova / Fedor Klimov                | Rússia         | –             | –             | –             | 15            | 15            | –             | 30            |
| 2             | Meagan Duhamel / Eric Radford                 | Canadá         | –             | 15            | –             | –             | –             | 15            | 30            |
| 3             | Yuko Kavaguti / Alexander Smirnov             | Rússia         | 15            | –             | –             | –             | –             | 13            | 28            |
| 4             | Peng Cheng / Zhang Hao                        | China          | 11            | –             | 15            | –             | –             | –             | 26            |
| 5             | Sui Wenjing / Han Cong                        | China          | –             | 13            | –             | –             | 13            | –             | 26            |
| 6             | Xiaoyu Yu / Yang Jin                          | China          | –             | –             | 13            | –             | –             | 11            | 24            |
| 7             | Evgenia Tarasova / Vladimir Morozov           | Rússia         | –             | 11            | –             | 13            | –             | –             | 24            |
| 8             | Haven Denney / Brandon Frazier                | Estados Unidos | 13            | –             | –             | 9             | –             | –             | 22            |
| 9             | Yu Xiaoyu / Jin Yang                          | China          | –             | –             | 11            | –             | 11            | –             | 22            |
| 10            | Alexa Scimeca / Chris Knierim                 | Estados Unidos | 9             | –             | –             | –             | 9             | –             | 18            |
| 11            | Vera Bazarova / Andrei Deputat                | Rússia         | –             | –             | 9             | –             | –             | 9             | 18            |
| 12            | Madeline Aaron / Max Settlage                 | Estados Unidos | 7             | 9             | –             | –             | –             | –             | 16            |
| 13            | Vanessa James / Morgan Cipres                 | França         | –             | 7             | –             | –             | 7             | –             | 14            |
| 14            | Nicole Della Monica / Matteo Guarise          | Itália         | –             | –             | 7             | –             | 5             | –             | 12            |
| 15            | Kristina Astakhova / Alexei Rogonov           | Rússia         | –             | –             | –             | 11            | –             | –             | 11            |
| 16            | Jessica Calalang / Zack Sidhu                 | Estados Unidos | –             | –             | 0             | 7             | –             | –             | 7             |
| 17            | Mari Vartmann / Aaron Van Cleave              | Alemanha       | –             | 0             | –             | –             | –             | 7             | 7             |
| 18            | Kirsten Moore-Towers / Michael Marinaro       | Canadá         | –             | 5             | –             | –             | 0             | –             | 5             |
| 19            | Annabelle Prölss / Ruben Blommaert            | Alemanha       | 0             | –             | –             | 5             | –             | –             | 5             |
| 20            | Dee Dee Leng / Simon Shnapir                  | Estados Unidos | –             | –             | –             | 0             | –             | 5             | 5             |
| 21            | Natasha Purich / Andrew Wolfe                 | Canadá         | –             | –             | 5             | –             | –             | –             | 5             |
| 22            | Vanessa Grenier / Maxime Deschamps            | Canadá         | 5             | –             | –             | –             | –             | –             | 5             |
| 23            | Narumi Takahashi / Ryuichi Kihara             | Japão          | –             | –             | –             | 0             | –             | 0             | 0             |
| 24            | Brittany Jones / Joshua Reagan                | Canadá         | –             | 0             | –             | –             | –             | –             | 0             |
| 25            | Miriam Ziegler / Severin Kiefer               | Áustria        | 0             | –             | –             | –             | 0             | –             | 0             |
| 26            | Arina Cherniavskaia / Antonino Souza-Kordyeru | Rússia         | –             | –             | 0             | –             | –             | –             | 0             |

### Dança no gelo
| Classificação | Classificação                                 | Classificação  | Classificação | Classificação | Classificação | Classificação | Classificação | Classificação | Classificação |
| Pos.          | Nome                                          | Nacionalidade  | USA           | CAN           | CHN           | RUS           | FRA           | JPN           | Total         |
| ------------- | --------------------------------------------- | -------------- | ------------- | ------------- | ------------- | ------------- | ------------- | ------------- | ------------- |
| 1             | Madison Chock / Evan Bates                    | Estados Unidos | 15            | –             | –             | 15            | –             | –             | 30            |
| 2             | Kaitlyn Weaver / Andrew Poje                  | Canadá         | –             | 15            | –             | –             | –             | 15            | 30            |
| 3             | Gabriella Papadakis / Guillaume Cizeron       | França         | –             | –             | 15            | –             | 15            | –             | 30            |
| 4             | Maia Shibutani / Alex Shibutani               | Estados Unidos | 13            | –             | 13            | –             | –             | –             | 26            |
| 5             | Piper Gilles / Paul Poirier                   | Canadá         | –             | 13            | –             | –             | 13            | –             | 26            |
| 6             | Elena Ilinykh / Ruslan Zhiganshin             | Rússia         | –             | –             | 9             | 13            | –             | –             | 22            |
| 7             | Ksenia Monko / Kirill Khaliavin               | Rússia         | –             | 9             | –             | –             | –             | 13            | 22            |
| 8             | Madison Hubbell / Zachary Donohue             | Estados Unidos | –             | 11            | –             | –             | 11            | –             | 22            |
| 9             | Penny Coomes / Nicholas Buckland              | Reino Unido    | –             | –             | –             | 11            | –             | 7             | 18            |
| 10            | Alexandra Stepanova / Ivan Bukin              | Rússia         | 11            | –             | –             | 7             | –             | –             | 18            |
| 11            | Kaitlin Hawayek / Jean-Luc Baker              | Estados Unidos | –             | –             | –             | 5             | –             | 11            | 16            |
| 12            | Nelli Zhiganshina / Alexander Gazsi           | Alemanha       | –             | 7             | –             | –             | –             | 9             | 16            |
| 13            | Alexandra Paul / Mitchell Islam               | Canadá         | –             | –             | 7             | –             | 5             | –             | 12            |
| 14            | Charlene Guignard / Marco Fabbri              | Itália         | 5             | –             | –             | –             | 7             | –             | 12            |
| 15            | Anna Cappellini / Luca Lanotte                | Itália         | –             | –             | 11            | –             | –             | –             | 11            |
| 16            | Sara Hurtado / Adria Diaz                     | Espanha        | –             | 0             | –             | –             | 9             | –             | 9             |
| 17            | Elisabeth Paradis / Francois-Xavier Ouellette | Canadá         | 9             | 0             | –             | –             | –             | –             | 9             |
| 18            | Victoria Sinitsina / Nikita Katsalapov        | Rússia         | –             | –             | –             | 9             | –             | 0             | 9             |
| 19            | Anastasia Cannuscio / Colin Mcmanus           | Estados Unidos | 7             | –             | –             | –             | –             | –             | 7             |
| 20            | Alexandra Aldridge / Daniel Eaton             | Estados Unidos | –             | 5             | –             | 0             | –             | –             | 5             |
| 21            | Cathy Reed / Chris Reed                       | Japão          | –             | –             | –             | –             | –             | 5             | 5             |
| 22            | Wang Shiyue / Lin Xinyu                       | China          | –             | –             | 5             | –             | –             | –             | 5             |
| 23            | Rebeka Kim / Kirill Minov                     | Coreia do Sul  | –             | –             | –             | 0             | 0             | –             | 0             |
| 24            | Federica Testa / Lukas Csolley                | Eslováquia     | 0             | –             | –             | –             | –             | –             | 0             |
| 25            | Zhang Yiyi / Wu Nan                           | China          | –             | –             | 0             | –             | –             | –             | 0             |
| 26            | Nicole Orford / Thomas Williams               | Canadá         | 0             | –             | –             | –             | –             | –             | 0             |
| 27            | Emi Hirai / Marien De La Asuncion             | Japão          | –             | –             | –             | –             | –             | 0             | 0             |
| 28            | Zhao Yue / Zheng Xun                          | China          | –             | –             | 0             | –             | –             | –             | 0             |

## Quadro de medalhas
| Ordem | País             | Medalha de ouro | Medalha de prata | Medalha de bronze |    | Ordem por total |
| ----- | ---------------- | --------------- | ---------------- | ----------------- | -- | --------------- |
| 1     | Rússia           | 10              | 13               | 4                 | 27 | 1               |
| 2     | Canadá           | 6               | 2                | 2                 | 10 | 4               |
| 3     | Japão            | 5               | 2                | 4                 | 11 | 3               |
| 4     | Estados Unidos   | 3               | 6                | 8                 | 17 | 2               |
| 5     | França           | 2               |                  | 1                 | 3  | 6               |
| 6     | China            | 1               | 3                | 5                 | 9  | 5               |
| 7     | Espanha          | 1               | 2                |                   | 3  | 6               |
| 8     | Cazaquistão      |                 |                  | 1                 | 1  | 8               |
| 8     | Itália           |                 |                  | 1                 | 1  | 8               |
| 8     | Reino Unido      |                 |                  | 1                 | 1  | 8               |
| 8     | República Tcheca |                 |                  | 1                 | 1  | 8               |
| TOTAL | TOTAL            | 28              | 28               | 28                | 84 | —               |